# Atsushi Inaba
Atsushi Inaba (jap. 稲葉 敦志 Inaba Atsushi; ur. 28 sierpnia 1971 w Kanazawie) – japoński producent gier komputerowych związany z Platinum Games, były producent i dyrektor generalny Clover Studio, firmy zależnej od Capcom.

## Kariera
Zanim zaczął pracę w firmie Capcom, Inaba pracował w Irem i współtworzył R-Type Leo. Potem przeniósł się do Nazca, a potem do SNK, gdzie współtworzył od strony programistycznej grę Samurai Shodown. W 1998 roku zgłosił się do firmy Capcom, chcąc wziąć udział przy produkcji kolejnej części Resident Evil, ale zamiast tego został wyznaczony do pomocy Hidekiemu Kamiya przy tworzeniu gry Devil May Cry. Później Inaba wyprodukował gry z serii Phoenix Wright: Ace Attorney i Steel Battalion. W kwietniu 2004 roku razem z Kamiya, Shinji Mikami i innymi pracownikami utworzył podległą Capcom firmę Clover Studio. Inaba był w niej producentem i dyrektorem generalnym. Wyprodukował dla nowego studia kilka tytułów, w tym uznany przez krytyków Ōkami. Na początku 2007 roku Capcom oficjalnie zamknął podległe studio. Wielu pracowników zamkniętego studia przeniosło się do Seeds, Inc., gdzie Inaba został czołowym deweloperem. Później firma przekształciła się w Platinum Games.

## Twórczość
- Bomberman World – (1992, Arcade)
- R-Type Leo – (1992, Arcade)
- Samurai Shodown – (1993, Arcade)
- Biohazard Code: Veronica Complete Edition – (2001, Dreamcast)
- Devil May Cry – (2001, PlayStation 2)
- Phoenix Wright: Ace Attorney – (2001, Game Boy Advance)
- Granbo – (2001, Game Boy Advance)
- Black Black – (2002, Game Boy Advance)
- Steel Battalion – (2002, Xbox)
- Phoenix Wright: Ace Attorney: Justice for All – (2002, Game Boy Advance)
- Viewtiful Joe – (2003, GameCube)
- Steel Battalion: Line of Contact – (2004, Xbox)
- Phoenix Wright: Ace Attorney: Trials and Tribulations – (2004, Game Boy Advance)
- Viewtiful Joe 2 – (2004, GameCube/PlayStation 2)
- Viewtiful Joe: Red Hot Rumble – (2005, GameCube/2006, PlayStation Portable)
- Viewtiful Joe: Double Trouble! – (2005, Nintendo DS)
- Ōkami – (2006, PlayStation 2)
- God Hand – (2006, PlayStation 2)
- MadWorld – (2009, Wii)
- Infinite Space – (2009, Nintendo DS)
- Vanquish – (2010, PlayStation 3, Xbox 360)
- Anarchy Reigns – (2012, PlayStation 3, Xbox 360)
- The Wonderful 101 – (2013, Wii U)
- Metal Gear Rising: Revengeance – (2013, PlayStation 3, Xbox 360, Microsoft Windows)
- Bayonetta 2 – (2014, Wii U)
- Scalebound – (anulowana, Xbox One)